# Toybox
Toyboxは、組込みシステム向けのいくつかのUNIXのコマンドラインユーティリティの代替として設計された自由でオープンソースのソフトウェアある。Toyboxにはls、cp、mvなど約150のコマンドを含んでいる。プロジェクトは2006年に始められ、BSDライセンスで提供されるBusyBoxの代替物となっている。Android 6.0とそれ以降の全てのAndroidのバージョンに含まれ、他のOSへのインストールもサポートされている。

## 機能と目的
Toyboxは、GNU GPLライセンスで提供されるBusyBoxをBSDライセンスで置き換える事を目的としている。その技術的なデザインのゴールは、単純で小型、高速、そして標準への準拠である。仕様はPOSIX-2008とLSB 4.1に適合しているが、GNUのコンポーネントにある全てのオプションを提供することには注力していない。

## 歴史
2006年のはじめ、ToyboxはRob Landleyによって始められた。ブルース・ペレンズとの議論の結果、彼がBusyBoxのメンテナを降りた後であるが、2008年にはプロジェクトは休止状態となった。その後、2011年の暮れ、Sony従業員のTim Birdは、GNU GPLに基づかないBusyBoxの代替物を作ることを提案したが、この際Rob Landleyが、休止中のToyboxを用いることを提案した。彼は、ToyboxをGPLからBSDライセンスに変更し、Toyboxの開発を再開した。
2014年末には、ToyboxはAndroid 6.0.xの開発ブランチに統合されている。